# Список библейских имён/Ю
Библейские имена собственные, начинающиеся с буквы Ю, — предмет изучения библейской ономастики (ономатологии), отрасли библеистики, изучающей упоминаемые в Библии собственные имена персоналий, теофорные имена, а также названия городов и местностей. В список включены имена: привычные для еврейского читателя Ветхого Завета — согласно ЕЭБЕ, привычные для русского читателя Синодального перевода — согласно БЭАН; а также свойственный библейским именам символический смысл.
| Википедия             | ЕЭБЕ                              | БЭАН                        | Смысл имени согласно БЭАН и ЕЭБЕ | Строка Библии |
| --------------------- | --------------------------------- | --------------------------- | -------------------------------- | --- |
| Юбилейный год; Юбилей | Юбилейный год                     | Юбилей                      | протяжный, трубный звук (ро́га)   | (Лев. 25:11) «Пятидесятый год да будет у вас юбилей: не сейте и не жните» (Чис. 36:4) «когда будет у сынов Израилевых юбилей»                                                              |
| Юг в Библии, Негев    | Негеб, южная часть Палестины      | Юг, Плеев                   | сухая страна                     | (Песн. 4:16) «Поднимись ветер с севера и принесись с юга, повей на сад мой» |
| Юлий (сотник)         | —                                 | Юлий                        |                                  | (Деян. 27:1) «отдали Павла и некоторых других узников сотнику Августова полка, именем Юлию»                                                                                                |
| Юлия                  | —                                 | Юлия                        |                                  | (Рим. 16:15) «Приветствуйте Филолога и Юлию, Нирея и сестру его, и Олимпана, и всех с ними святых»                                                                                         |
| Юница                 | —                                 | Юница, телица               | трехлетняя, рыжая телица, тёлка  | (Ос. 10:11) «Ефрем — обученная телица, привычная к молотьбе, и Я Сам возложу ярмо на тучную шею его; на Ефреме будут верхом ездить» (Евр. 9:13—14) «кровь тельцов и козлов и пепел телицы» |
| Святая Иуния          | —                                 | Юния                        |                                  | (Рим. 16:7) «Приветствуйте Андроника и Юнию, сродников моих и узников со мною» |
| Юта (Библия)          | Ютта (Юта), город                 | Юта (Ютта), города          |                                  | (Нав. 15:55) «удел колена сынов Иудиных… Маон, Кармил, Зиф и Юта» (Нав. 21:16) «сынам Аарона священника дали город убежища для убийцы… Ютту и предместья её»                               |
| Юхал                  | Иегукал, приближенный царя Цидкии | Юхал, Иегухал — сын Селемии | Бог сможет                       | (Иер. 38:1) «И услышали Сафатия, сын Матфана, и Годолия, сын Пасхора, и Юхал, сын Селемии, и Пасхор, сын Малхии, слова, которые Иеремия произнес»                                          |